# Augusto Cid

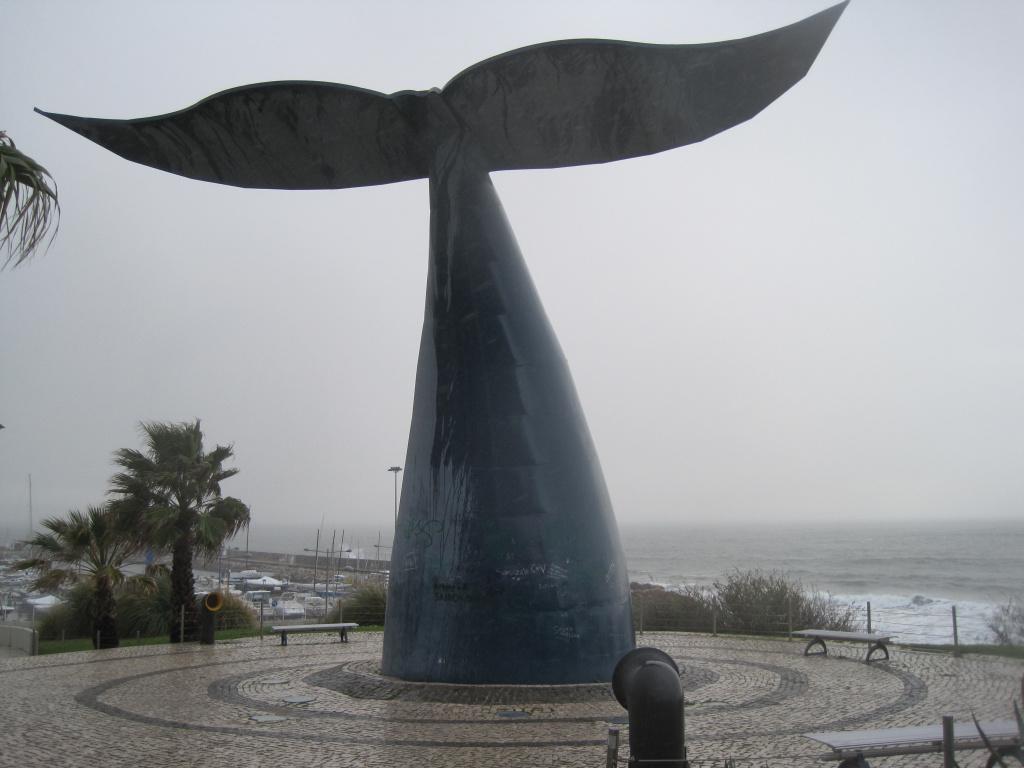
Escultura de Augusto Cid na Praia da Torre em Oeiras

Augusto José de Matos Sobral Cid ComIH (Horta, 1941 – Lisboa, 14 de março de 2019) foi um cartunista, caricaturista, ilustrador, escultor e publicitário português.

## Biografia
Filho de Fernando Augusto de Resende Sobral Cid (Lisboa, Mártires, c. 1916 – c. 1998) e de sua mulher Maria Manuela Bicker Correia Ribeiro (c. 1920), 7.ª neta dum holandês. Morreu a 14 de março de 2019.
Realizou os estudos secundários no Colégio Infante de Sagres e no Colégio Moderno, em Lisboa, indo, em seguida, terminar o ensino secundário nos Estados Unidos . Frequentou o curso de Escultura da Escola Superior de Belas Artes de Lisboa.
Colaborou nos seguintes jornais e revistas: "A Parada da Paródia", "A Mosca", "Diário de Lisboa", "Lorentis", "Observador", "O Século", "Vida Mundial", "O Jornal Novo", "Povo Livre", "A Tarde", "O Dia", "O Diabo", "Semanário", "O Independente", "Focus", "Grande Reportagem" e "Sol". Colaborou ainda com a estação televisiva TVI.
Cartonista provocador, perseguido após o 25 de Abril de 1974 e censurado, satirizou frequentemente figuras como Álvaro Cunhal, Pinto Balsemão e Ramalho Eanes (dois dos livros de Cid sobre esta personagem, O Superman e Eanito, el Estático, foram apreendidos judicialmente). A investigação do desastre aéreo de Camarate foi uma das causas que abraçou.
A 9 de Junho de 1994 foi feito Comendador da Ordem do Infante D. Henrique.
Em Setembro de 2012 anunciou a sua retirada do cartoon, para se dedicar exclusivamente à escultura. No entanto, retomou, em finais de 2015, a atividade de cartoonista, no semanário "Sol", com um espaço intitulado «Sombra Sol», com analogias à arte tauromáquica.
Como escultor, Augusto Cid desenvolveu obras como a peça de homenagem às vítimas dos atentados de 11 de setembro de 2001 — que está instalada no cruzamento das avenidas de Roma e Estados Unidos da América, em Lisboa — e a escultura dedicada a Nuno Álvares Pereira, que se encontra em Lisboa, no Restelo, e foi inaugurada em novembro de 2016 pelo Presidente da República Marcelo Rebelo de Sousa.

## Morte
Faleceu aos 77 anos no dia 14 de Março de 2019 após doença prolongada.

## Obras
Tem mais de 30 livros publicados: 
- Que se passa na frente, em edição de autor
- PREC - Processo Revolucionário Eventualmente Chocante, pela Verbo
- PREC II, pela Intervenção
- O Superman, pela Intervenção
- Eanito, el Estático, pela Intervenção
- O Último Tarzan, pela Intervenção
- O fim do PREC, pela Intervenção
- Demito-me uma Ova, pela Distri
- Bicas e Bocas, pela Distri
- Camarate (1984)
- Camarate: Como, Porquê e Quem (1987)
- Agarra, Mas Não Abuses, pela Pensamento
- Alto Cão Traste
- O Produto Interno Brito, pela Distri
- Cão Traste, pela Contemporânea
- Seguros Cartoon Book
- Desculpe o Mau Jeito…, pela Estar
- Soares é Fish, pela Europa-América
- Cartoons do Ano 1999 (com António, Maia e Vasco), pela Assírio e Alvim
- 25 dos 4 (com António, Maia e Vasco), pela Assírio e Alvim
- Cartoons do Ano 2000 (com António, Maia e Vasco), pela Assírio e Alvim
- Cartoons do Ano 2002 (com António, Maia e Vasco), pela Câmara Municipal de Vila Franca de Xira
- Cartoons do Ano 2003 (com António, Maia e Vasco), pela Assírio e Alvim
- Cartoons do Ano 2004 (com António, Maia e Vasco), pela Assírio e Alvim
- Augusto Cid: O Cavaleiro do Cartoon, pela ASA
- O Fenómeno (com António), pela Assírio e Alvim
- Cartoons do Ano 2005 (com António e Maia), pela Assírio e Alvim
- Cartoons do Ano 2006 (com António e Maia), pela Assírio e Alvim
- Cartoons do Ano 2007 (com António, Gonçalves e Maia), pela Assírio e Alvim
- Cartoons do Ano 2008 (com António, Cristina Sampaio, António Jorge Gonçalves e Maia), pela Assírio e Alvim
- Porreiro, Pá!, pela Guerra e Paz
- Cartoons do Ano 2009 (com António, André Carrilho, Cristina Sampaio, António Jorge Gonçalves e Maia), pela Assírio e Alvim
- Cartoons do Ano 2010 (com António, André Carrilho, Cristina Sampaio, António Jorge Gonçalves e Maia), pela Assírio e Alvim